# The Pipettes
The Pipettes fue una banda de indie pop del Reino Unido establecido en Brighton, Inglaterra. Su sonido ha sido comparado con el de grupos femeninos de los 60 como The Shangri-Las y The Ronettes. Originalmente el grupo estaba compuesto por Becki, Rose y Julia pero esta última lo abandonó a principios del 2005 para formar otro grupo permitiendo de esta forma la entrada de Gwenno a la banda en abril del mismo año.

## El comienzo
Todo comenzó en septiembre de 2003 en un bar de Brighton llamado Basketmakers Arms donde Julia (antigua miembro de la banda) y Monster Bobby (guitarrista y escritor de gran número de canciones) estaban discutiendo sobre las bandas femeninas de los años 60 y los sencillos número uno, decidiendo formar un grupo combinando los dos conceptos.
Con la alianza consecuente de Rose y Becki, esta visión de hacer su camino hacia la conciencia del público, tuvo lugar. A principios del 2005 Julia decidió abandonar para formar otro grupo, The Indelicates. Esto le abrió el camino a Gwenno, una presentadora de televisión y cantante que visitó a la banda durante un concierto en Cardiff y reaccionó inmediatamente a lo que The Pipettes hacían, uniéndose a mediados del mismo año como integrante oficial.
Estas chicas han hecho gran énfasis en que se trata en realidad de una banda de siete piezas, refiriéndose a cuatro figuras masculinas que tocan su música en vivo y que son llamados oficialmente The Cassettes. Ellos sin embargo, no aparecen en entrevistas o fotos promocionales, agregando un toque de mística y acentuando el rol de las cantantes.
The Pipettes cuentan en su web oficial que tienen la misión de “volver el tiempo atrás y escribir una nueva historia del pop antes de que los Beatles arruinaran todo”.

## Miembros

### Última Formación
- Ani Saunders - vocal
- Gwenno Pipette "Gwenno Saunders" - vocal
- Monster Bobby - guitarra
- Jon Falcone - bajo
- Seb Falcone - teclados
- Alex White - batería

### Exintegrantes
- Julia Clark-Lowes - vocal (2003 - 2005)
- Marc Beatty - ?
- Joe Van Moyland "Robin of Loxley" - batería (2003 - 2007)
- Becki Pipette "Riot Becki" - vocal (2003 - 2008)
- Rose Pipette "Rosay" - vocal, teclados (2003 - 2008)
- Jason Adelinia  - batería (2007 - 2008)
- Anna McDonald - vocal (2008)
- Beth Mburu-Bowie - vocal (2009)

### Formación Original

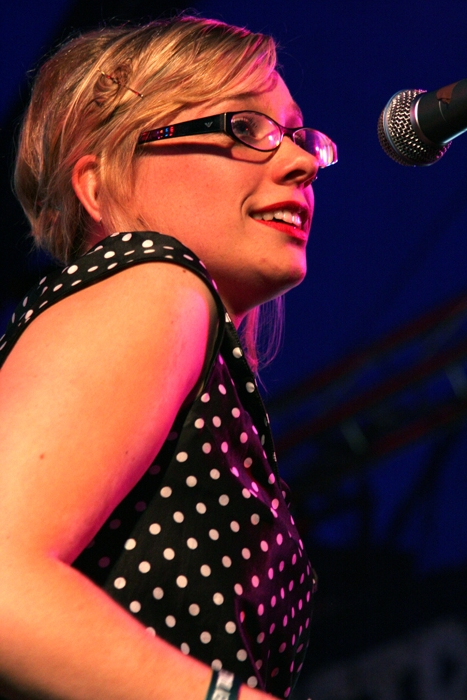
Riot Becki
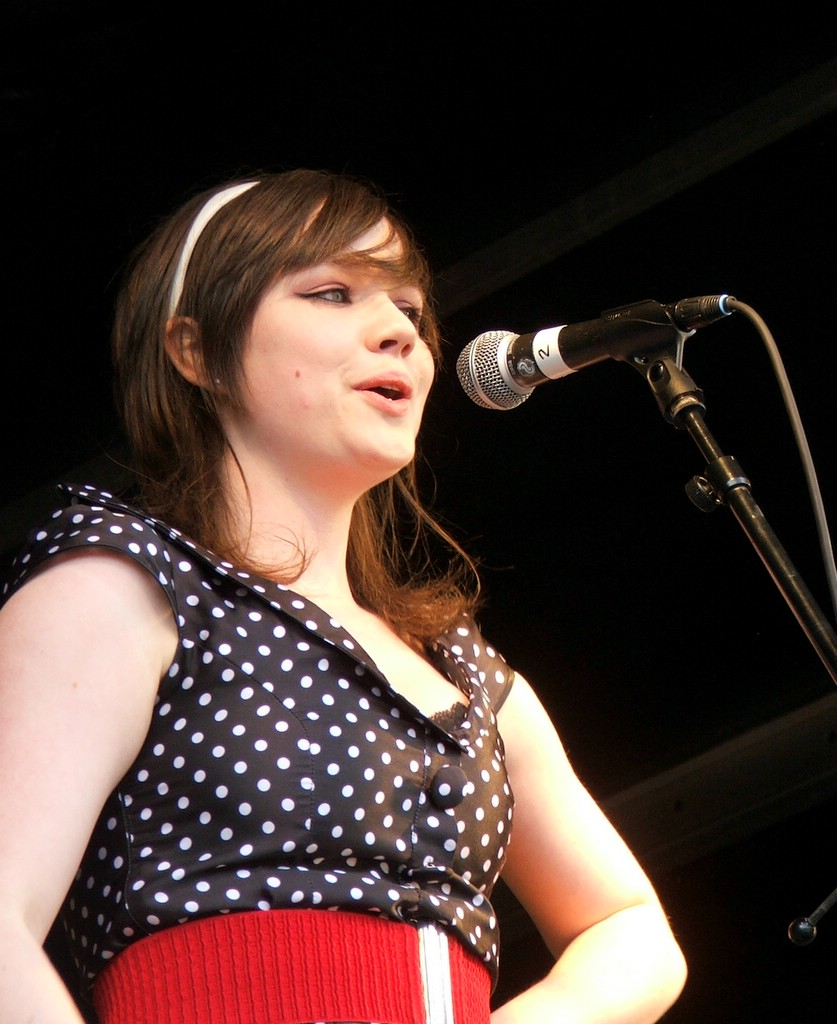
Rosay
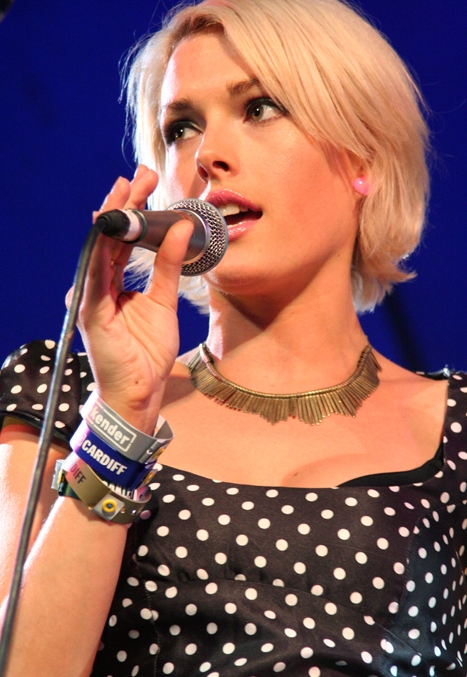
Gwenno

## Discografía

### Álbumes
- 2006: We Are the Pipettes.
- 2010: Earth Vs. The Pipettes.

### Sencillos
- 2004: "'Pipettes Christmas Single".
- 2005: "I Like a Boy in Uniform (School Uniform)".
- 2005: "ABC".
- 2005: "Judy".
- 2005: "Dirty Mind", de We Are the Pipettes.
- 2006: "Your Kisses Are Wasted on Me", de We Are the Pipettes.
- 2006: "Pull Shapes", de We Are the Pipettes.
- 2006: "Judy", de We Are the Pipettes. Nueva versión estrenada el 25 de septiembre.
- 2009: "Stop the Music". Estrenada el 1 de noviembre.[1]
- 2010: "Our Love Was Saved By Spacemen"
- 2010: "Call me"
- 2011: "Boo Shuffle" [2]